# Christiaan Philips van Waldeck-Pyrmont
Christiaan Philips van Waldeck-Pyrmont (Edertal, 13 oktober 1701 — Mannheim, 17 mei 1728) was in 1728 van januari tot mei vorst van Waldeck en graaf van Pyrmont. Hij overleed amper vijf maanden nadat hij zijn vader, Frederik Anton Ulrich van Waldeck-Pyrmont, was opgevolgd. Die overleed op 1 januari 1728.
Hij werd door zijn broer Karel August opgevolgd.